# Собаки Европы (роман)
«Собаки Европы» (классич. бел. Сабакі Эўропы) — белорусский роман Ольгерда Бахаревича, впервые изданный в 2017 году в издательстве Логвинов.

## Сюжет
Роман состоит из шести больших историй, сплетённых в одну. Рассказывается о деревне Белые Росы-13 (классич. бел. Белыя Росы-13), находящейся на территории Российского Рейха, и об искусственном тайном языке «бальбута». Также в романе описывается послание, закопанное в лесу учениками обычной средней школы, и труп неизвестного, который находят в 2049 году в дешёвом берлинском отеле.

## Запрет после 2020 года
После начала политического кризиса 2020 года в Беларуси политический режим Александра Лукашенко предпринял действия против различных белорусских произведений и организаций.
16 мая 2022 года издательство «Янушкевич» открыло собственный книжный магазин «Кнігаўка» в Минске. В тот же день силовики совершили в ней обыск и арестовали сотрудников. 17 мая роман «Собаки Европы» был внесён в список экстремистских материалов по решению суда Минского района. Официально запрещённая продукция была внесена в список под названием «Книга „Сабаки Эуропы“ авторства Альгерда Бахарэвича». «Собаки Европы» стали первой белорусской художественной книгой, признанной режимом Лукашенко экстремистской.

## Награды
- Лауреат премии «Книга года — 2017», объявленной Белорусским ПЕН-центром[5].
- В 2018 году Ольгерд Бахаревич с романом «Собаки Европы» занял 2-е место Премии Гедройца[6].
- В 2019 году русскоязычный перевод романа вошёл в короткий список российской литературной премии «Большая книга»[7].
- Премия Пауля Целана за наилучший перевод на немецкий язык произведений мировой литературы (2024 год)[8].
- Лейпцигская книжная премия за вклад в европейское взаимопонимание. Автор удостоен награды в 2024 году[9], а её вручение произошло в марте 2025 года[10].